# Aprostocetus brevistigma
Aprostocetus brevistigma är en stekelart som först beskrevs av Girault 1929.  Aprostocetus brevistigma ingår i släktet Aprostocetus och familjen finglanssteklar. Inga underarter finns listade i Catalogue of Life.